# گویش ایتالیایی جنوبی
ایتالیایی جنوبیگویشی است از زبان‌های رومی از گروه ایتالیایی غربی که در کشور ایتالیا در مناطق جنوبی تکلم می‌شود و حدود یازده میلیون تن گویشور دارد. برخی‌ها آن را گویشی از زبان ناپلی و برخی گویشی از زبان ایتالیایی می‌دانند. به نوبه خود لهجه‌های متعددی نیز دارد.